# Шварц-Іернц
Шварц-Іернц (люксемб. Schwaarz Iernz — Чорний Іернц), також Ернц-Нуар (фр. Ernz noire) — річка у Великому герцогстві Люксембург, права притока Зауеру.

## Географічні дані
Бере початок у межах містечка Гондеранж комуни Юнглінстер від злиття двох струмків — Іернстербах (люксемб. Iernsterbaach) і Крібсебах (люксемб. Kriibsebaach), що беруть початок у лісі Греневальд. Тече у північно-східному напрямку, протікає частково через географічний субрегіон Люксембургу, що дістав назви Люксембурзька Швейцарія. Впадає у річку Зауер в районі села Грондхаф комуни Бердорф. Довжина річки — 26,6 км. Має низку невеличких приток.

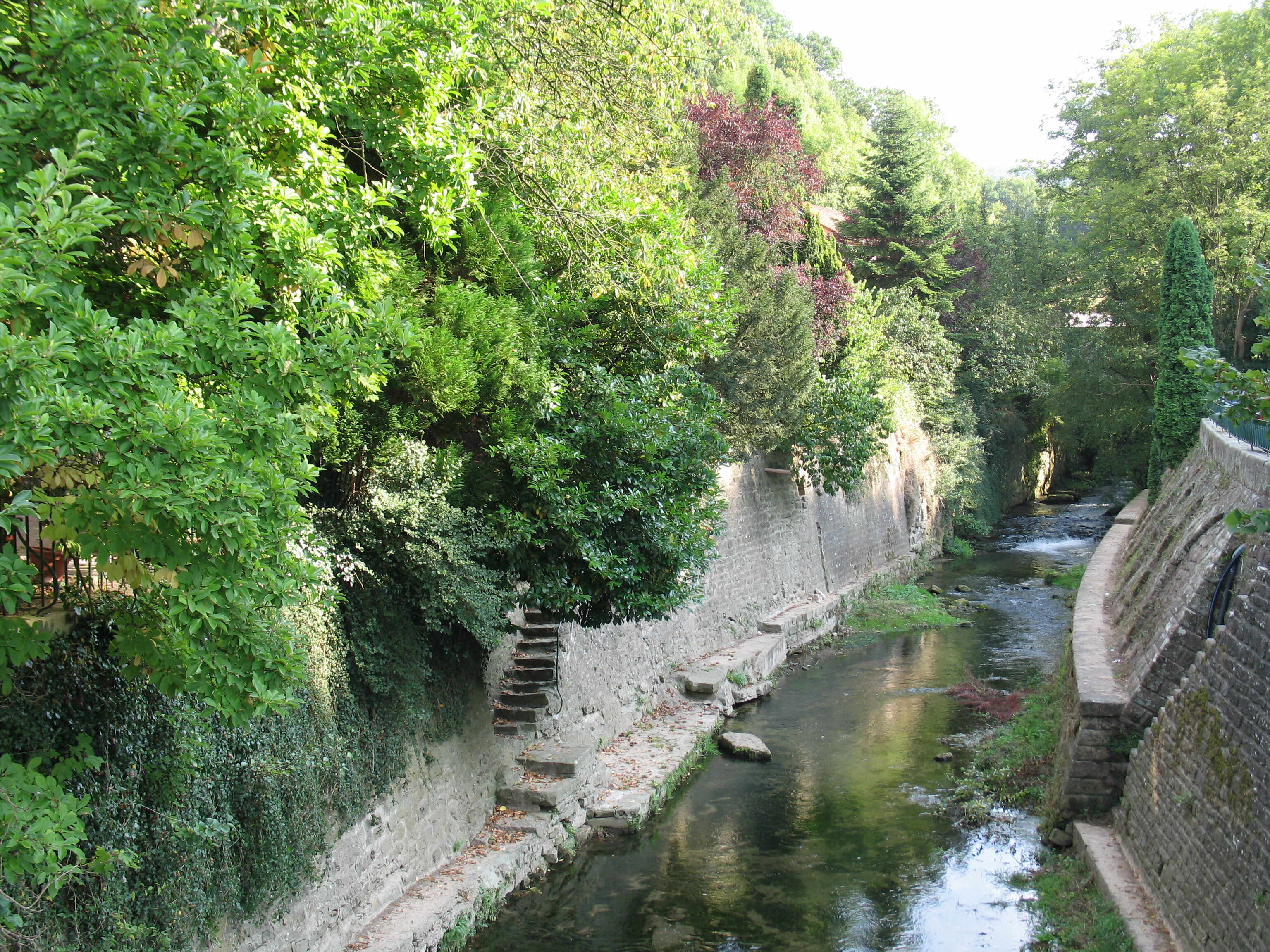
Шварц-Іернц у селі Грондхаф комуни Бердорф.
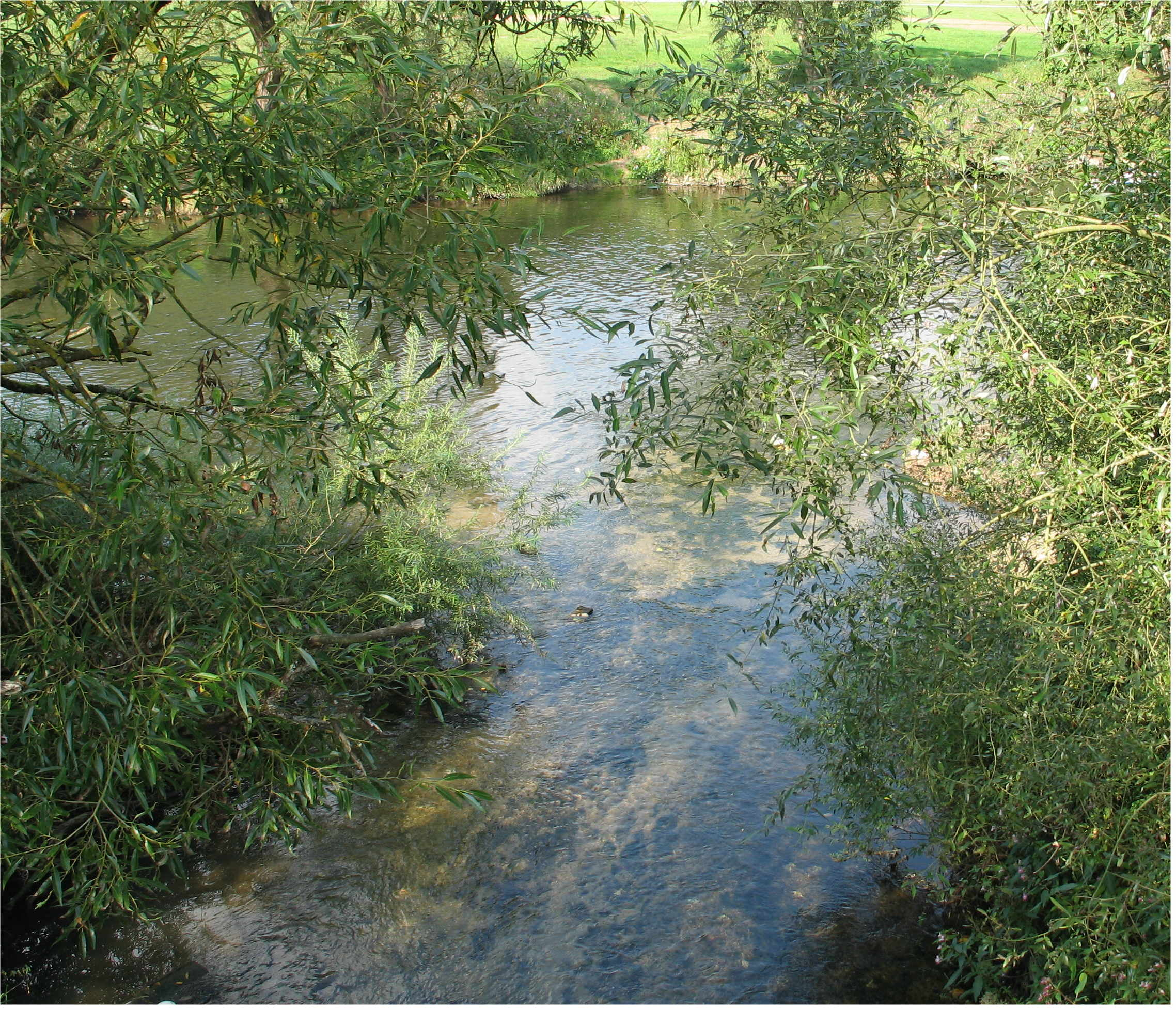
Місце впадіння Шварц-Іернц у Зауер.

## Виноски
| Люксембург | Це незавершена стаття з географії Люксембургу. Ви можете допомогти проєкту, виправивши або дописавши її. |